# 張学
張 学（ちょう がく、1964年7月 - ）は、中華人民共和国の遺伝学者。中国工程院院士。

## 経歴
1964年7月、黒竜江省肇州県で生まれる。1986年中国医科大学にて臨床医学の研究で学士の学位取得。1989年同校遺伝学の研究で修士の学位取得。1994年同校細胞生物学の研究で修士の学位取得。大学を卒業して学校に残って教職に就く。2018年、楊宝峰の後任として、ハルビン医科大学学長に任命された。

## 栄典
- 2019年11月22日、中国工程院院士[3]。